# Micrathyria hagenii
Micrathyria hagenii ist eine Libellenart aus der Unterfamilie Brachydiplacinae. Sie kommt von Panama über Mexiko und die Westindischen Inseln bis in die US-Bundesstaaten Arkansas und Texas vor. Der wissenschaftliche Name ehrt den deutschen Entomologen Hermann August Hagen.

## Merkmale
Die Tiere erreichen eine Länge von 30 bis 36 Millimetern, wovon 18 bis 25 Millimeter auf das Abdomen entfallen. Sie haben ein hellgelbes Gesicht. Junge Exemplare haben zusätzlich eine braune Stirn (Frons). Bei den Männchen wird die Stirn mit dem Älterwerden metallisch blau. Der Thorax ist vorne braun mit zwei hellgrünen Streifen. Die Seiten sind genau gegenteilig grün mit drei hellbraunen Streifen. Die Beine sind schwarz, wobei das Femur bei jungen Männchen und Weibchen unten grün ist. Das Abdomen ist schlank und schwarz. Auf den Segmenten eins bis sieben befinden sich grüne Pünktchen auf der äußeren Oberseite. Bei ausgewachsenen Männchen überzieht sich sowohl der Thorax als auch das Abdomen mit einem gräulich schimmernden Schleier. Die Flügel sind bis auf einen leichten Braunstich am Ansatz und einem kleinen braunen Fleck im Hinterflügel durchsichtig. Die Hinterflügel werden zwischen 24 und 30 Millimeter lang.

## Ähnliche Arten
Es gibt einige Arten die M. hagenii ähneln. Micrathyria didyma, Micrathyria aequalis und Pachydiplax longipennis sind etwas kleiner und haben eine markantere Thoraxzeichnung. Die etwas größeren Dythemis velox und Dythemis nigrescens können hingegen über die Punkte an den Flügelspitzen unterschieden werden. Brechmorhoga mendax ist deutlich größer und damit gut unterscheidbar. Schwieriger ist eine Unterscheidung der Weibchen von Erythrodiplax berenice, die über den bei dieser Art stärker ausgebildeten Ovipositor erfolgen kann.